# Kabinett Siebert
Das Kabinett Siebert bildete vom 12. April 1933 bis 1. November 1942 die Landesregierung von Bayern.
Das Kabinett Siebert folgte dem kommissarischen Kabinett von Epp (NSDAP). Der gleichgeschaltete Bayerische Landtag kam am 28. und 29. April 1933 zum letzten Mal zusammen und beschloss das Gesetz „zur Behebung der Not des bayerischen Volkes und Staates“, also ein Ermächtigungsgesetz zu Gunsten des Kabinetts, mit dem sich der Landtag selbst überflüssig machte. Er wurde in der Folge nicht wieder einberufen. Siebert starb am 1. November 1942. Da Adolf Wagner ab Juni 1942 nach einem Schlaganfall amtsunfähig war, folgte Paul Giesler und übernahm geschäftsführend auch Wagners bisherige Ämter als bayerischer Innenminister und Kultusminister im Kabinett Siebert.

## Mitglieder
| Amt                                    | Name                                                       | Bild | Partei | Partei |
| -------------------------------------- | ---------------------------------------------------------- | ---- | ------ | ------ |
| Ministerpräsident                      | Ludwig Siebert                                             |      |        | NSDAP  |
| Stellvertreter des Ministerpräsidenten | Adolf Wagner ab Juni 1942 erkrankt                         |      |        | NSDAP  |
| Inneres                                | Adolf Wagner ab Juni 1942 erkrankt                         |      |        | NSDAP  |
| Justiz                                 | Hans Frank                                                 |      |        | NSDAP  |
| Kultus                                 | Hans Schemm † 5. März 1935                                 |      |        | NSDAP  |
| Kultus                                 | Adolf Wagner ab 1. Dezember 1936                           |      |        | NSDAP  |
| Arbeit und Fürsorge                    | Hans Dauser                                                |      |        | NSDAP  |
| Wirtschaft                             | Eugen Graf von Quadt zu Wykradt und Isny bis 27. Juni 1933 |      |        | BVP    |
| Wirtschaft                             | Hans Dauser                                                |      |        | NSDAP  |
| Wirtschaft                             | Ludwig Siebert ab 1936                                     |      |        | NSDAP  |
| Landwirtschaft                         | Hermann Esser                                              |      |        | NSDAP  |
| zur Besonderen Verwendung              | Ernst Röhm bis 1934                                        |      |        | NSDAP  |
| zur Besonderen Verwendung              | Georg Luber                                                |      |        | NSDAP  |